# 神羅万送デリバリア
『神羅万送デリバリア』（しんらばんそう でりばりあ）はこやま基夫による漫画（ウェブコミック）作品。

## 概要
漫画雑誌『月刊少年ブラッド』の公式ウェブサイト『Web★ブラッド』にて2006年9月分更新よりスタート。2007年1月更新分より『ブラッド』の廃刊および、これに伴う『Web★ブラッド』の再整理を目的に立ち上げられたYahoo! JAPANのコンテンツ「FlexComixブラッド」に引き継がれ、2008年2月まで連載された。
内容は近未来における零細宅配便会社を舞台とした人情話で、零細であるが故に時に無茶をも行いながら顧客の「心を届ける」事に奮闘していく一家の業務をベースに、ストーリーが展開されていく。また、近未来が舞台であるが故に、主人公の操るメカなどに代表されるようなSFじみたギミックが時折登場する事もある。 

## あらすじ

### 世界観
21世紀初頭に一挙に広まったIT社会の到来。それは人類に多大なる利益を約束するはずだった。ネットワーク社会が頂点に達し、人々がその恩恵に依存しかけていたとき、いきなり登場したものがあった。
それは、ネットワークが社会に浸透する過渡期において登場した仇花とも言える存在だった。それまで数多くのハッカーやクラッカー、ウェアーズ、スクリプトキディたちが創り上げた、様々なハックツールやウィルス、悪意あるAI。時にネットワーク上に流され、また時に放置されてきたそれらが偶発的に結びつき自己進化を続けてきた結果『それ』は生まれ『あの大災害』が発生した。
サイバー・ハザード。プログラムのみならず、一般テキスト、音声、画像、その種別を問わず、あらゆるデータに存在を許してしまう複合型増殖ウィルス『ベルゼブブ』によって引き起こされた、未曾有の電脳災害である。
これによって既存のネットワークは全て破損・壊滅され、あらゆるライフラインが停止。ネットワークに依存していた人類は流通手段の全てを断たれ、その存亡を余儀なくされた。
その流通暗黒時代に、合法違法を問わず、人類の流通のために立ち上がった者たちがいた。旧来のネットワークに依存しない配送システムを用い、時に無茶な手段をもってしても「あらゆるものを、どこへでも」届ける戸口宅配業者たち。人によってはトラックを、ワゴンを、バイクを。ローテクに見えながら、故にネットワークに依存しない、新たなる流通の切り札となった者たち。人は彼らをデリバリアと呼んだ。

### ストーリー
ケイマ・インターセプト・デリバリー、通称KID（キッド）。数あるデリバリアの中でも最も零細じみた家族企業でありながら、その実力は（ついでに手段の選ばなさも）ピカ一という、戸口宅配業者である。
運営・実務を行うのは3人。大型トラックを操り、かつて合法違法を問わないあらゆる配送を完遂させて『陸皇』の名をほしいままにした初代、現社長の彗馬皇。スーパーコンピュータ搭載の情報管制ワゴンを操る二代目、専務兼オペレーターの彗馬創。そして、専用アームバイクを操る三代目、軽量戸口宅配「ペガサス便」を担当する現役高校生主任の彗馬翼。
彼らは時に積み荷にまつわる様々な陰謀や厄介事と対峙しながら「荷に込められた心を届ける」ために、スジを通してあらゆる困難を廃し配送に挑む。

## 登場人物

### ケイマ・インターセプト・デリバリー（KID）
彗馬 翼（けいま よく）
主人公。KID主任。台場学園の高等部に通う現役高校生。アームバイク「ロシナンテ」を駆り、戸口軽量便「ペガサス便」を担当する。配送に対する一族譲りの使命感と正義感を持ち、若さゆえの情熱で状況を切り開く少年。とはいっても、暑苦しいわけではなく、普段はそれなりに冷静な一面を見せる事もある。ただし、若さゆえの未熟も否めない場面のほうが多く、子どもっぽさもかなり際立つ性格。
高校生になってKIDの業務に従事するまでは、その下準備の修行として新聞配達員のアルバイト（いわゆる新聞少年）をしていた。
彗馬 皇（けいま おう）
翼の祖父。KID社長。大型トラック「オロチカグラ」を駆る、濃いトラック野郎。若き頃に合法違法を問わないあらゆる配送を完遂させて『陸皇』の名をほしいままにした男。現在は孫もいて落ち着きが少しは出ているが、それでもキナ臭い話が大好きで血の気も多く、危険な香りのする依頼は二つ返事で受けると言う困った男。若い頃は相当の「やんちゃ」で、カーチェイスの末にパトカーを何台も再起不能にしたらしい。
彗馬 創（けいま そう）
翼の父。KID専務。情報管制ワゴン「スレイプニル」を操るオペレーター。その昔は名うてのハッカーとして知られていた。また、キャリア官僚であった過去を持ち、流通省に勤務していた。当時の役職は情報管理室次長。その能力は流通省に務めるものならば誰しも認めるものであり、それ故に一部官僚は彼の実力を恐れ、また流通省を辞めた現在も現代の流通社会を覆しうる「何か」を隠し持つと噂されている。なお、かなりの堅物であり、流行や芸能などのサブカルチャー方面にはいたって疎いと思われているが、実はごく一部のサブカルチャーに関してのみ、非常に詳しい。実は元オタッキーであり、ハッキング技術もそれゆえに磨かれたスキル。本人いわく過去唯一の汚点であるようで、その知識を披露するのを非常に恥じており、ルリにバレた時にはメンタル的に再起不能寸前に陥った。そのオタクぶりは本人いわく「旧アキバなら目を瞑っていても歩ける」と豪語できるほど。
京条ルリ（きょうじょう るり）
KIDの事務員で主に外渉担当。実は往年の創を知りその実力を恐れている流通省から現在のKIDの内情を探るために送られてきたスパイ。スパイとしての様々な人脈を持つ。ただし料理は非常に苦手としており、あけびから特訓を受けている。
歩隅あけび（ほずみ あけび）
翼の幼馴染であり同級生。父はKIDの在する地域の所轄署長で、姉はカゲキな取締りで知られる鬼のミニパト婦警。しかし本人はほんわかした天然娘。料理が得意。皇に非常に気に入られており、日常的にKIDに出入りしている事から早くも「彗馬家の嫁」扱いされている。本人も子どもの頃から翼の事が大好きで、まんざらではない模様。とかく「かわいそうな小動物」を見つけてしまう才能に長けており、脈絡も無く捨て犬や捨て猫を見つけては翼に泣きつき、KID総動員で飼い主を探す騒動に発展する。

### KIDメンバーの関係者
歩隅いちご（ほずみ いちご）
台場警察署交通課に所属するミニパト婦警。あけびの姉。正義感が非常に強く、職域を越えて凶悪犯罪に挑みたがる交通課の問題児で、そのために自身に配されたミニパトを無断改造しまくり、さらにKIDも巻き込んで文字通りの「スーパーミニパト」に設えてしまう。
蛍（ほたる）
皇の妻であり、創の母、翼の祖母。自動車メーカー「サイプロスモータース」社長であり皇たちとは別居中（離婚したかは不明）。別居はしているが息子と孫の事は常に心配しており、とみに孫である翼の将来に関しては最優先思案事項として捉えている。そのため翼には少なくとも安全な（名誉ある）仕事に就いてもらいたいと願っており、時に事件に巻き込まれ下手をすれば法さえ犯しかねないデリバリアという職に携わっている事については大反対している。とはいえKIDの装備は全てサイプロスモータース製である。
狩野三芒（かのう さぼう）
少し前までヒットを飛ばしていたロッカー。翼がファンとなっているロックバンド「パープルベリー」のメインギターおよびリードボーカルを務める。音楽方針はガチガチの原点回帰となるドロックでファンからは「ダサカッコいいレトロロック」または「化石ロック」として親しまれている。
ロッカーとしてギターが弾ければ、商業的な利益は何も求めないという、根っからのロックバカかつギターバカ。その一種ストイックとすら言えるミュージシャンとしての姿勢で、生活や現実問題に苛まれている他のメンバーとの軋轢を起こしていた。さらには自分の制作した音楽を盗まれて自身の発表前に他のバンドに自曲として発表されるという盗作疑惑に見舞われ、日本の音楽シーンとの間にもトラブルを起こしていた。
ヒット以前の無名時代、わずかな間だがKIDにて配送員アルバイトとして勤務していた過去を持つ。そのため皇を「おやっさん」と呼び慕っている。

### 流通省
瀬存（せぞん）
創の元同僚で、現在でも第一線で活躍する、流通省の女性官僚。ルリをKIDに送り込んだ張本人。様々な陰謀を「国益のため」に巡らせ、必要とあらばそれにKIDを巻き込むトラブルメーカー。創の実力を知り、彼がまだ「何か」を隠し持っていると信じて疑わない一派の一人。

### デリバリアおよび流通関係者
猫田俊一（ねこた しゅんいち）
KIDが社屋を構えている地区を担当する、東和新聞の新聞配達員。翼よりも年下の、いわゆる新聞少年。ローラードライブを駆使してスピーディーな配達を行う。同じ新聞少年同士で組んでいる地区配達班「チーム・ワイルドキャット」のエース配達員としてリーダーを務める。本人は翼のローラードライブのテクニックを見るまで気付かなかったが、実は翼の新聞少年時代の後輩にして、その仕事を受け継いだ後任者にあたる。翼が自らの先輩に当たることを知り、彼になつくようになる。
秋月（あきづき）
アキバ系メイド宅配「代々木PUNI」の創設者にして社長。社員のメイド・執事たちから「大御主人様」と呼ばれる。風俗まがいの過剰接客で問題視されているが業務を確実に拡大させているやり手。
実は創と同じ旧アキバ帝国の残党。しかしサイバーハザードを経て現実との折り合いを見いだしていた創とは異なり過激な原理主義者で、旧アキバの復活を夢見ていた。その目的のために秋葉原物流センターの中にある広大な倉庫を貸し切り、かつての秋葉原の町並みを再現させる。さらにはPUNIの業務によって旧秋葉原文化の維持と拡大を求め企んでいた。そしてアキバ帝国復活の切り札として創のウィザード級ハッカースキルを求め、そのために翼を誘拐。オタクから足を洗った創を裏切り者と罵る。
ワルネンコ・グランスキー
外資（ロシア）系デリバリア「ロシアン・エクスプレス」の会長。皇の往年のライバルであり「シベリアの白狼」の2つ名を持つ、これまた凄腕の古参デリバリア。再びライバルとなるKIDの腕を見極めるため、大騒動を引き起こす。

### その他
シュモーネ
川崎
"ガイアの恋人"
セルジオナス・メテオ
伊数（いかず）

## 登場メカニック
アームバイク
可動・分割駆動の車輪を持つバイク。既存の二輪車と比べても三次元立体的な機動が可能。世界グランプリレースも開催されている。
ローラードライブ
所謂動力付きローラースケート。作中では新聞配達員（アルバイト少年）の標準装備として登場。
宅配ロボ
ネットワーク崩壊前に利用されていた宅配システム。ベルゼブブ発生以降は使用不能とされ、お蔵入りになっていた。

## 単行本
フレックスコミックス（ソフトバンククリエイティブ）より全2巻。
1. ISBN 978-4-7973-4313-7
2. ISBN 978-4-7973-4758-6